# Final de la Liga de Campeones de la UEFA 2001-02
La final de la Liga de Campeones de la UEFA 2001-02 se disputó el día 15 de mayo de 2002 en el Hampden Park de Glasgow, Escocia. Fue la 47.ª edición de la final de la Copa de Europa y la 10.ª en el actual formato de Liga de Campeones, disputada por Real Madrid CF y Bayer Leverkusen.
Los españoles se impusieron a los alemanes con goles de Raúl y el considerado por la UEFA, mejor gol de la historia de la competición, el de «la volea» de Zidane, que puso el resultado definitivo de 2–1 a favor de «Los Merengues», que se alzaron con su tercer título en cinco años y su «Novena» Copa de Europa de la historia, continuando su hegemonía como el club más laureado del continente.

## Desarrollo
Para la final de Hampden Park, ambos equipos llegaban con necesidades de ganar; el Real Madrid había obtenido un tercer lugar en su liga doméstica y había perdido en la final de Copa del Rey por 1-2 ante el Deportivo de La Coruña en el famoso «Centenariazo», por ello, una victoria en esta final era la única manera de compensar un año de decepciones. Por otro lado, el Bayer Leverkusen llegaba con un estado similar; había quedado subcampeón de la Bundesliga detrás del Borussia Dortmund y perdió la final de la Copa de Alemania frente al Schalke 04 por una derrota abultada, por todo esto, fue apodado Neverkusen por los medios ingleses (en alusión a que siempre se quedaba a las puertas de ser campeón). Los seguidores merengues sumaban unos 18.000 seguidores en Glasgow, por unos 9.000 alemanes en el duelo de las necesidades.
Con un equipo plagado de figuras, con el peso de su historia, y habiendo derrotado a dos gigantes europeos como el Bayern de Múnich o el FC Barcelona en anteriores rondas, el Madrid poseía el cartel de favorito. El Leverkusen había tenido un buen desempeño durante la competición, pero había sufrido para vencer al Liverpool y al Manchester United en las rondas preliminares, además sufría la baja de dos de sus jugadores más importantes: el brasileño Zé Roberto y Jens Nowotny.
El Madrid saltó con su formación habitual 4-4-2; César Sánchez en la portería, los defensas Míchel Salgado, Fernando Hierro, Iván Helguera y el brasileño Roberto Carlos; el centro del campo tenía una vocación ofensiva con Luís Figo, Zinedine Zidane y Santiago Solari, con Claude Makélélé en su clásico rol de contención; en la delantera formaban Raúl González y Fernando Morientes. El Leverkusen confiaba en un grupo sólido liderado por uno de los jugadores más cotizados de Europa en su momento, Michael Ballack.
Iker Casillas estaba de suplente, desde hacía tres meses. El partido comenzó muy parejo, con ambos equipos tanteándose sin arriesgar demasiado, salvo aisladas jugadas ensayadas. Fue en una de estas jugadas, cuando en el minuto 8, Raúl se desmarcaba de Lúcio y recibía un saque de banda de Roberto Carlos, batiendo el madrileño con precisión a un desconcertado Butt. El Leverkusen reaccionó de inmediato buscando llevar la iniciativa; en el minuto 13, Makélélé cometía falta al zancadillear a Ballack, Bernd Schneider la botó y Lúcio anotó el 1-1 de cabeza tras ganarle la posición a Hierro. El partido estaba destacando por su eficacia: dos disparos, dos goles.
El Leverkusen llevaba la batuta del partido gracias a su fútbol de toque, mientras el Madrid intentaba crear ocasiones mediante contraataques y rápidas conexiones. En el minuto 21, el Leverkusen disponía de una buena oportunidad de manos de Thomas Brdarić, que falló en un mano a mano con César. Las faltas seguían siendo momentos de tensión para el Madrid, que tenía problemas para detener las internadas de Ballack y Schneider. En el minuto 38, Brdarić sale sustituido por el búlgaro Dimitar Berbatov. Cuando la primera parte tocaba a su fin, Zidane remataba de volea con la pierna izquierda un balón aéreo que ponía el balón en la escuadra y el 2-1 definitivo, gol que sería reconocido a la postre por la FIFA como el mejor en la historia de la competición.
Casillas, mientras, veía el partido desde la banca hasta que, en el minuto 68, Lucio lesionó a César con una pisada y Casillas tuvo que ingresar. El Bayer estaba atacando fuertemente buscando el empate y allí se encontraron con un Casillas que era una muralla y por lo menos tuvo tres paradas extraordinarias en solo 55 segundos. Primero fue un trallazo de Bastürk. Luego le detuvo un tiro de Berbatov sacando un pie. Finalmente, rechazó un testarazo del mismo Berbatov.Todo esto en el minuto 96. Convirtiéndose en el salvador de la noche.

## Partido
| 1     | POR   | Hans-Jörg Butt   |     |
| 26    | DEF   | Zoltán Sebescen  | 65' |
| 6     | DEF   | Boris Živković   |     |
| 19    | DEF   | Lúcio            | 91' |
| 35    | DEF   | Diego Placente   |     |
| 28    | MED   | Carsten Ramelow  |     |
| 25    | MED   | Bernd Schneider  |     |
| 13    | MED   | Michael Ballack  |     |
| 23    | MED   | Thomas Brdarić   | 39' |
| 10    | MED   | Yıldıray Baştürk |     |
| 27    | DEL   | Oliver Neuville  |     |
| D. T. | D. T. | Klaus Toppmöller |     |

| 13    | POR   | César Sánchez        | 68' |
| 2     | DEF   | Míchel Salgado       |     |
| 4     | DEF   | Fernando Hierro      |     |
| 6     | DEF   | Iván Helguera        |     |
| 3     | DEF   | Roberto Carlos       |     |
| 24    | MED   | Claude Makelele      | 73' |
| 10    | MED   | Luís Figo            | 61' |
| 21    | MED   | Santiago Solari      |     |
| 5     | MED   | Zinedine Zidane      |     |
| 7     | DEL   | Raúl González Blanco |     |
| 9     | DEL   | Fernando Morientes   |     |
| D. T. | D. T. | Vicente del Bosque   |     |

| 12 | DEL | Dimitar Berbatov | 39' |
| 9  | DEL | Ulf Kirsten      | 65' |
| 3  | MED | Marko Babić      | 91' |

| 8  | MED | Steve McManaman  | 61' |
| 1  | POR | Iker Casillas    | 68' |
| 16 | MED | Flávio Conceiçao | 73' |

| 13' | Lúcio | 1:1 |

| 8' · 45' | Raúl González Blanco Zinedine Zidane | 1:0 2:1 |

| 45+2' · 89' | Míchel Salgado Roberto Carlos |

| Principal | Urs Meier       |
| Cuarto    | Massimo Busacca |

|                    |    |    |
| Tiros              | 13 | 12 |
| Tiros a puerta     | 6  | 9  |
| Faltas             | 17 | 44 |
| Saques de esquina  | 6  | 5  |
| Fueras de juego    | 3  | 3  |
| Posesión del balón | 48 | 52 |

| Alineación inicial |

| 1     | POR   | Hans-Jörg Butt   |     |
| 26    | DEF   | Zoltán Sebescen  | 65' |
| 6     | DEF   | Boris Živković   |     |
| 19    | DEF   | Lúcio            | 91' |
| 35    | DEF   | Diego Placente   |     |
| 28    | MED   | Carsten Ramelow  |     |
| 25    | MED   | Bernd Schneider  |     |
| 13    | MED   | Michael Ballack  |     |
| 23    | MED   | Thomas Brdarić   | 39' |
| 10    | MED   | Yıldıray Baştürk |     |
| 27    | DEL   | Oliver Neuville  |     |
| D. T. | D. T. | Klaus Toppmöller |     |

| 13    | POR   | César Sánchez        | 68' |
| 2     | DEF   | Míchel Salgado       |     |
| 4     | DEF   | Fernando Hierro      |     |
| 6     | DEF   | Iván Helguera        |     |
| 3     | DEF   | Roberto Carlos       |     |
| 24    | MED   | Claude Makelele      | 73' |
| 10    | MED   | Luís Figo            | 61' |
| 21    | MED   | Santiago Solari      |     |
| 5     | MED   | Zinedine Zidane      |     |
| 7     | DEL   | Raúl González Blanco |     |
| 9     | DEL   | Fernando Morientes   |     |
| D. T. | D. T. | Vicente del Bosque   |     |

| 12 | DEL | Dimitar Berbatov | 39' |
| 9  | DEL | Ulf Kirsten      | 65' |
| 3  | MED | Marko Babić      | 91' |

| 8  | MED | Steve McManaman  | 61' |
| 1  | POR | Iker Casillas    | 68' |
| 16 | MED | Flávio Conceiçao | 73' |

| 13' | Lúcio | 1:1 |

| 8' · 45' | Raúl González Blanco Zinedine Zidane | 1:0 2:1 |

| 45+2' · 89' | Míchel Salgado Roberto Carlos |

| Principal | Urs Meier       |
| Cuarto    | Massimo Busacca |

|                    |    |    |
| Tiros              | 13 | 12 |
| Tiros a puerta     | 6  | 9  |
| Faltas             | 17 | 44 |
| Saques de esquina  | 6  | 5  |
| Fueras de juego    | 3  | 3  |
| Posesión del balón | 48 | 52 |

| Alineación inicial |

| 1     | POR   | Hans-Jörg Butt   |     |
| 26    | DEF   | Zoltán Sebescen  | 65' |
| 6     | DEF   | Boris Živković   |     |
| 19    | DEF   | Lúcio            | 91' |
| 35    | DEF   | Diego Placente   |     |
| 28    | MED   | Carsten Ramelow  |     |
| 25    | MED   | Bernd Schneider  |     |
| 13    | MED   | Michael Ballack  |     |
| 23    | MED   | Thomas Brdarić   | 39' |
| 10    | MED   | Yıldıray Baştürk |     |
| 27    | DEL   | Oliver Neuville  |     |
| D. T. | D. T. | Klaus Toppmöller |     |

| 13    | POR   | César Sánchez        | 68' |
| 2     | DEF   | Míchel Salgado       |     |
| 4     | DEF   | Fernando Hierro      |     |
| 6     | DEF   | Iván Helguera        |     |
| 3     | DEF   | Roberto Carlos       |     |
| 24    | MED   | Claude Makelele      | 73' |
| 10    | MED   | Luís Figo            | 61' |
| 21    | MED   | Santiago Solari      |     |
| 5     | MED   | Zinedine Zidane      |     |
| 7     | DEL   | Raúl González Blanco |     |
| 9     | DEL   | Fernando Morientes   |     |
| D. T. | D. T. | Vicente del Bosque   |     |

| 12 | DEL | Dimitar Berbatov | 39' |
| 9  | DEL | Ulf Kirsten      | 65' |
| 3  | MED | Marko Babić      | 91' |

| 8  | MED | Steve McManaman  | 61' |
| 1  | POR | Iker Casillas    | 68' |
| 16 | MED | Flávio Conceiçao | 73' |

| 13' | Lúcio | 1:1 |

| 8' · 45' | Raúl González Blanco Zinedine Zidane | 1:0 2:1 |

| 45+2' · 89' | Míchel Salgado Roberto Carlos |

| Principal | Urs Meier       |
| Cuarto    | Massimo Busacca |

|                    |    |    |
| Tiros              | 13 | 12 |
| Tiros a puerta     | 6  | 9  |
| Faltas             | 17 | 44 |
| Saques de esquina  | 6  | 5  |
| Fueras de juego    | 3  | 3  |
| Posesión del balón | 48 | 52 |

| Alineación inicial |

| 1     | POR   | Hans-Jörg Butt   |     |
| 26    | DEF   | Zoltán Sebescen  | 65' |
| 6     | DEF   | Boris Živković   |     |
| 19    | DEF   | Lúcio            | 91' |
| 35    | DEF   | Diego Placente   |     |
| 28    | MED   | Carsten Ramelow  |     |
| 25    | MED   | Bernd Schneider  |     |
| 13    | MED   | Michael Ballack  |     |
| 23    | MED   | Thomas Brdarić   | 39' |
| 10    | MED   | Yıldıray Baştürk |     |
| 27    | DEL   | Oliver Neuville  |     |
| D. T. | D. T. | Klaus Toppmöller |     |

| 13    | POR   | César Sánchez        | 68' |
| 2     | DEF   | Míchel Salgado       |     |
| 4     | DEF   | Fernando Hierro      |     |
| 6     | DEF   | Iván Helguera        |     |
| 3     | DEF   | Roberto Carlos       |     |
| 24    | MED   | Claude Makelele      | 73' |
| 10    | MED   | Luís Figo            | 61' |
| 21    | MED   | Santiago Solari      |     |
| 5     | MED   | Zinedine Zidane      |     |
| 7     | DEL   | Raúl González Blanco |     |
| 9     | DEL   | Fernando Morientes   |     |
| D. T. | D. T. | Vicente del Bosque   |     |

| 12 | DEL | Dimitar Berbatov | 39' |
| 9  | DEL | Ulf Kirsten      | 65' |
| 3  | MED | Marko Babić      | 91' |

| 8  | MED | Steve McManaman  | 61' |
| 1  | POR | Iker Casillas    | 68' |
| 16 | MED | Flávio Conceiçao | 73' |

| 13' | Lúcio | 1:1 |

| 8' · 45' | Raúl González Blanco Zinedine Zidane | 1:0 2:1 |

| 45+2' · 89' | Míchel Salgado Roberto Carlos |

| Principal | Urs Meier       |
| Cuarto    | Massimo Busacca |

|                    |    |    |
| Tiros              | 13 | 12 |
| Tiros a puerta     | 6  | 9  |
| Faltas             | 17 | 44 |
| Saques de esquina  | 6  | 5  |
| Fueras de juego    | 3  | 3  |
| Posesión del balón | 48 | 52 |

| Alineación inicial |

|                     |
| Bandera de España   |
| Campeón Real Madrid |
| 9.no Título         |

## Filmografía
- Reportaje UEFA (28-7-2014), «Momentos Legendarios - La volea de Zidane en 2002» en UEFA.com.